# Râul Vulcănița, Homorod
Râul Vulcănița (ger. Neugraben) este un curs de apă, afluent al râului Homorod. 

## Hărți
- Harta Județului Brașov
- Harta munții Perșani  Arhivat în 13 iunie 2008, la Wayback Machine.